# Wolf-Dieter Keidel
Wolf-Dieter Keidel (* 14. Dezember 1917 in Gaimersheim; † 17. Januar 2011 in Bayreuth) war ein deutscher Mediziner und Sinnesphysiologe.

## Leben
Keidel studierte an der Julius-Maximilians-Universität Würzburg, der Universität Wien und der Ludwig-Maximilians-Universität München Medizin. In der Nachkriegszeit in Deutschland war er bis 1947 Assistent am Physikalisch-Medizinischen Laboratorium der Friedrich-Alexander-Universität Erlangen. Er wechselte dann an das dortige Physiologische Institut. Als Oberassistent bei Otto Friedrich Ranke habilitierte er sich 1949. Seit 1956 apl. Professor, wurde er 1961 als Nachfolger von Ranke auf den Lehrstuhl für Physiologie berufen und zum Direktor des Physiologischen Instituts ernannt. 1963 war er Gründungspräsident der Deutschen Gesellschaft für Kybernetik. Von 1965 bis zu seiner Emeritierung 1986 war er Direktor des Instituts für Physiologie und Biokybernetik.
Nachdem Ende der 1940er Jahre die Sonografie in mehreren medizinischen Fachgebieten eingeführt worden war, fertigte Keidel 1950 als erster Echokardiografien an, ein Grundstein der heutigen kardiologischen Diagnostik.
Keidels Hauptwerk gründet in den Untersuchungen von Georg von Békésy über das Gehör auf. Er stellte 1961 die „objektive Audiometrie“ vor, bei der „auditorisch evozierte Potentiale“ aus der Elektroenzephalografie des Wachen mit dem Schalldruck korreliert werden. Mit der Methode ist es auch bei Neugeborenen und Kleinkindern möglich, eine Beeinträchtigung des Hörvermögens nachzuweisen. Diese Methode begründete die Frühen akustisch evozierten Potentiale (Brainstem Evoked Response Audiometry) weiterentwickelt.
Keidels Kurzgefasstes Lehrbuch der Physiologie (1967–1985) wurde in mehrere Sprachen übersetzt. Es war ein bedeutendes deutschsprachiges Physiologielehrbuch für Medizinstudenten, das sich an den physiko-chemischen Grundlagen der Physiologie orientierte.

## Werke
- Kurzgefasstes Lehrbuch der Physiologie. 6. Auflage. Georg Thieme Verlag, Stuttgart 1985, ISBN 3-13-358606-8, S. 720.
- Physiologie des Gehörs. Akustische Informationsverarbeitung. Georg Thieme Verlag, Stuttgart 1975, ISBN 3-13-513201-3, S. 410.
- Biokybernetik des Menschen. Wissenschaftliche Buchgesellschaft, Darmstadt 1989, ISBN 3-534-09376-3, S. 333.

## Ehrungen
- Fellow of the Acoustical Society of America
- Fellow des Massachusetts Institute of Technology
- Wahl in die Deutsche Akademie der Naturforscher Leopoldina
- Verdienstorden der Bundesrepublik Deutschland, Bundesverdienstkreuz 1. Klasse (1981)